# Ilha dos Museus
A Ilha dos Museus (em alemão: Museumsinsel) é um complexo de museus na parte norte da Ilha Spree, no coração histórico de Berlim, Alemanha. É um dos pontos turísticos mais visitados da capital e um dos locais de museus mais importantes da Europa. Construída de 1830 a 1930, por ordem dos reis prussianos, de acordo com planos de cinco arquitetos, a Ilha dos Museus foi designada Patrimônio Mundial da UNESCO em 1999 por causa de seu testemunho do desenvolvimento arquitetônico e cultural dos museus nos séculos 19 e 20. Como a Ilha dos Museus inclui toda a Ilha Spree ao norte do Unter den Linden, a Catedral de Berlim também está localizada lá, perto do Lustgarten. Ao sul, o reconstruído Palácio de Berlim abriga o museu Humboldt Forum e foi inaugurado em 2020. Também adjacente é o Museu Histórico Alemão. Desde a reunificação alemã, a Ilha dos Museus foi reconstruída e ampliada de acordo com um plano diretor.  Em 2019, um novo centro de visitantes e galeria de arte, a James Simon Gallery, foi inaugurada.

## Visão Geral
A Ilha dos Museus é assim chamada pelo complexo de museus de importância internacional, todos parte dos Museus Estatais de Berlim, que ocupam a parte norte da ilha Spree:
- O Altes Museum (Museu Antigo) nomeado como o Museu Königliches quando foi construído em 3 de agosto de 1830, até que foi renomeado em 1841. O museu foi concluído por ordem de Karl Friedrich Schinkel.
- O Neues Museum (Novo Museu) terminou em 1859 de acordo com os planos de Friedrich August Stüler, um estudante de Schinkel. Destruído na Segunda Guerra Mundial, foi reconstruído sob a direção de David Chipperfield para o Museu Egípcio de Berlim e reaberto em 2009.
- A Alte Nationalgalerie (Antiga Galeria Nacional) foi concluída em 1876, também de acordo com os projetos de Friedrich August Stüler, para abrigar uma coleção de arte do século 19 doada pelo banqueiro Joachim H. W. Wagener
- O Museu Bode, na ponta norte da ilha, foi inaugurado em 1904 e então chamado Kaiser-Friedrich-Museum. Exibe as coleções de esculturas e arte antiga e bizantina tardia.
- O Museu Pergamon, construído em 1930. Ele contém vários edifícios reconstruídos, imensos e historicamente significativos, como o Altar de Pérgamo e o Portão de Ishtar da Babilônia.
- O Berliner Dom, embora não seja um museu, é uma igreja historicamente importante, que contém a cripta dinástica da Casa de Hohenzollern
- O parque Lustgarten
- A Galeria James Simon, centro de visitantes, abriu em 2019

Próximo:
- O Fórum Humboldt foi inaugurado no final de 2020 no reconstruído Palácio de Berlim, em frente ao Berliner Dom e ao parque Lustgarten, e incorporou o Museu Etnológico de Berlim e o Museu de Arte Asiática; ambos são instituições sucessoras da Antiga Câmara de Arte Prussiana, que também estava localizada no Palácio de Berlim e que foi estabelecida em meados do século 16. No final de 2022, a abertura da ala leste, a última seção do museu do Fórum Humboldt, significou que o museu do Fórum Humboldt foi finalmente concluído.
- O Museu Histórico Alemão, na histórica Zeughaus, e incluindo uma extensão de I. M. Pei, está localizado em frente ao parque Lustgarten, perto da ilha, ao longo do Unter den Linden.

Em 1999, o complexo museológico foi adicionado à lista do Patrimônio Mundial da UNESCO por causa de seu testemunho único da evolução dos museus como um fenômeno social e cultural e o correspondente desenvolvimento da arquitetura museológica.

## Galeria

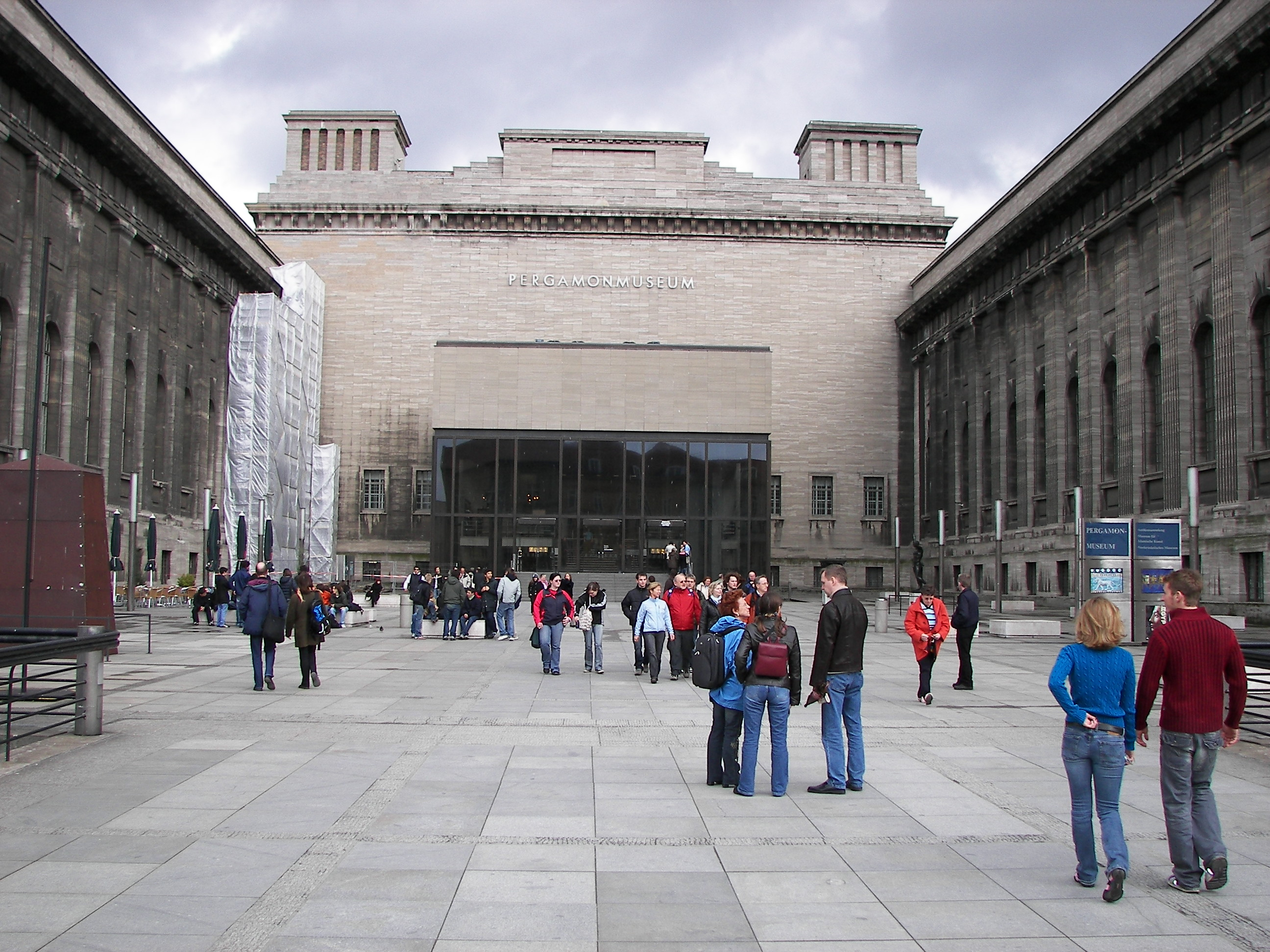
Museu Pergamon
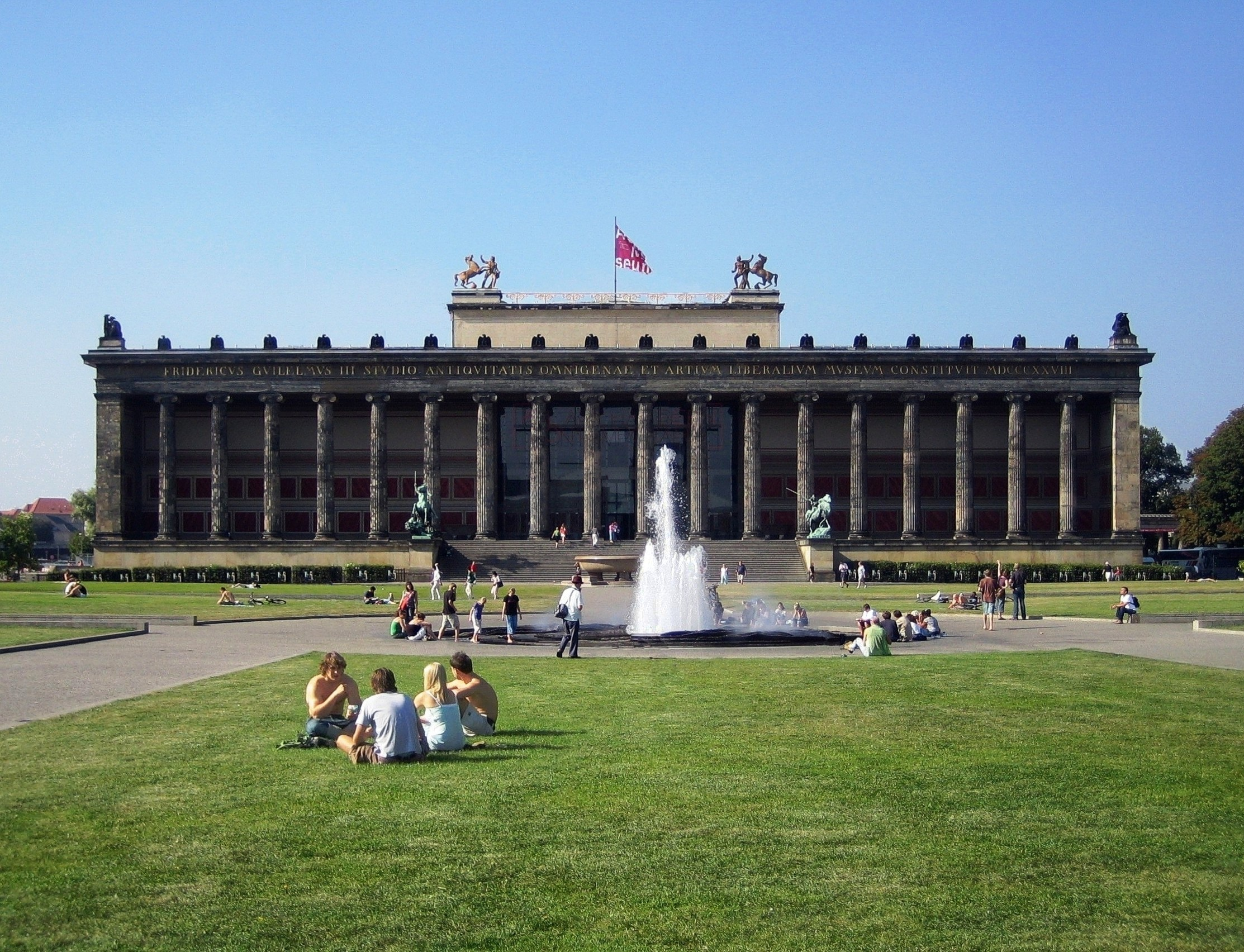
Altes Museum
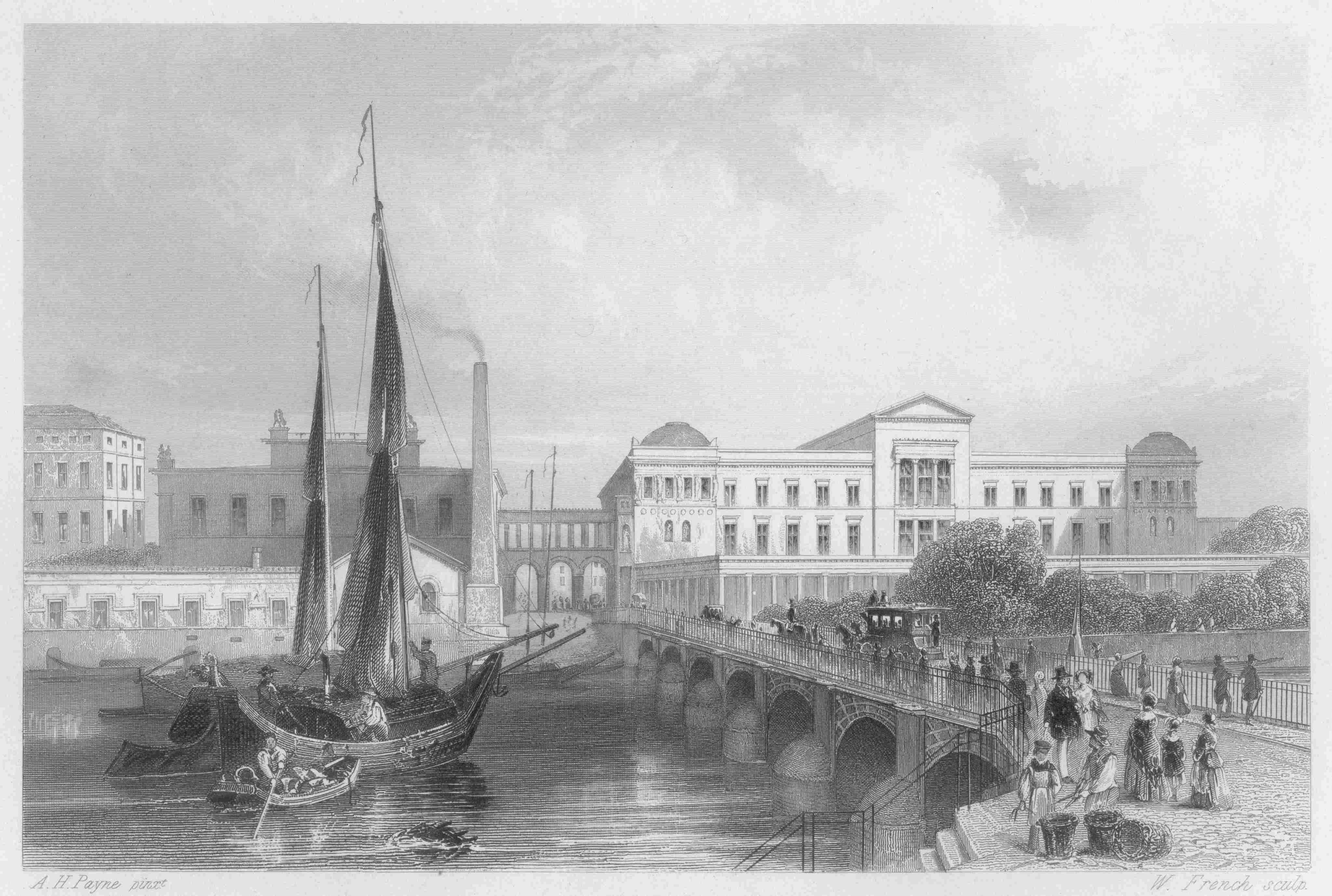
Neues Museum
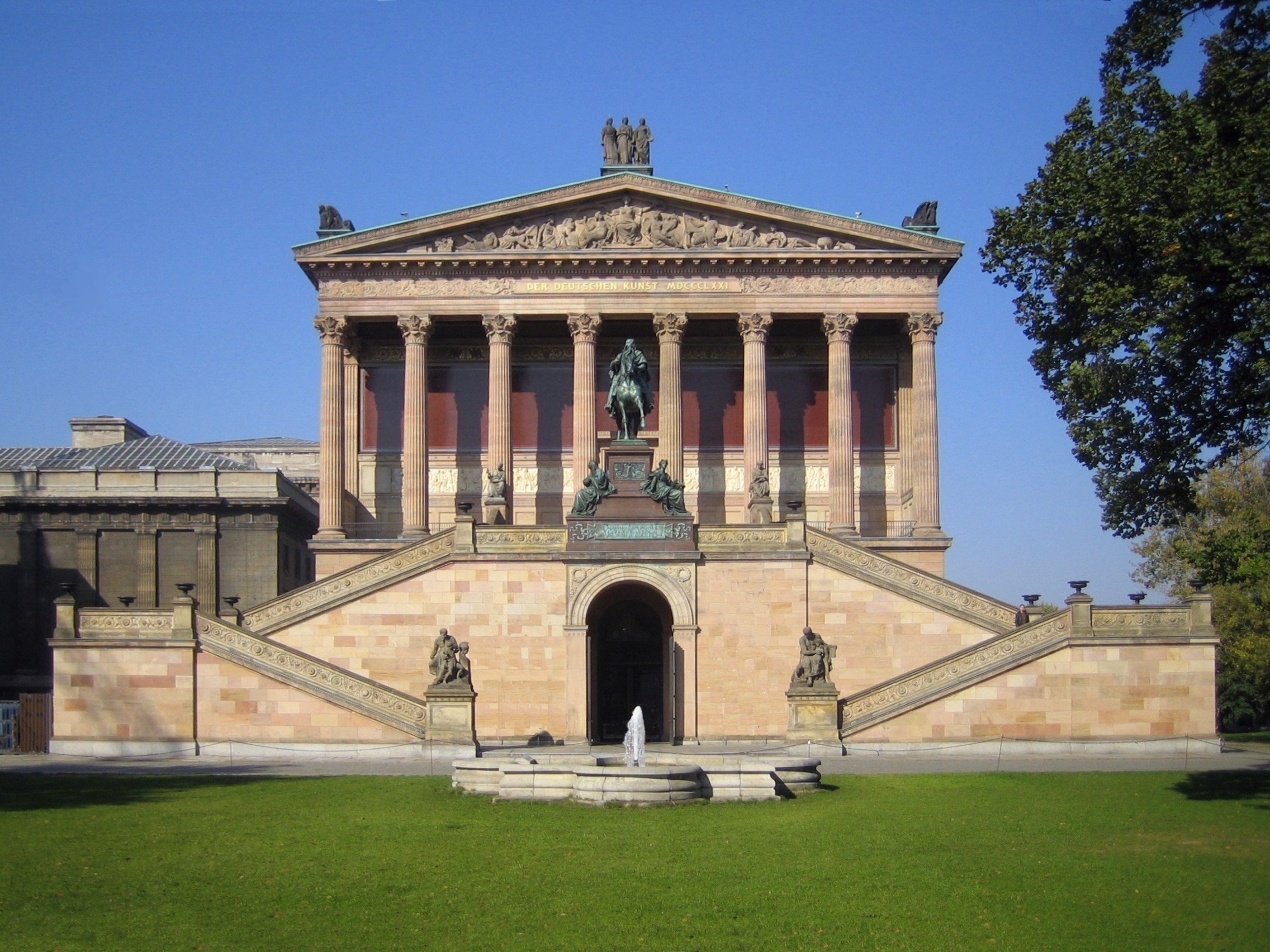
Alte Nationalgalerie
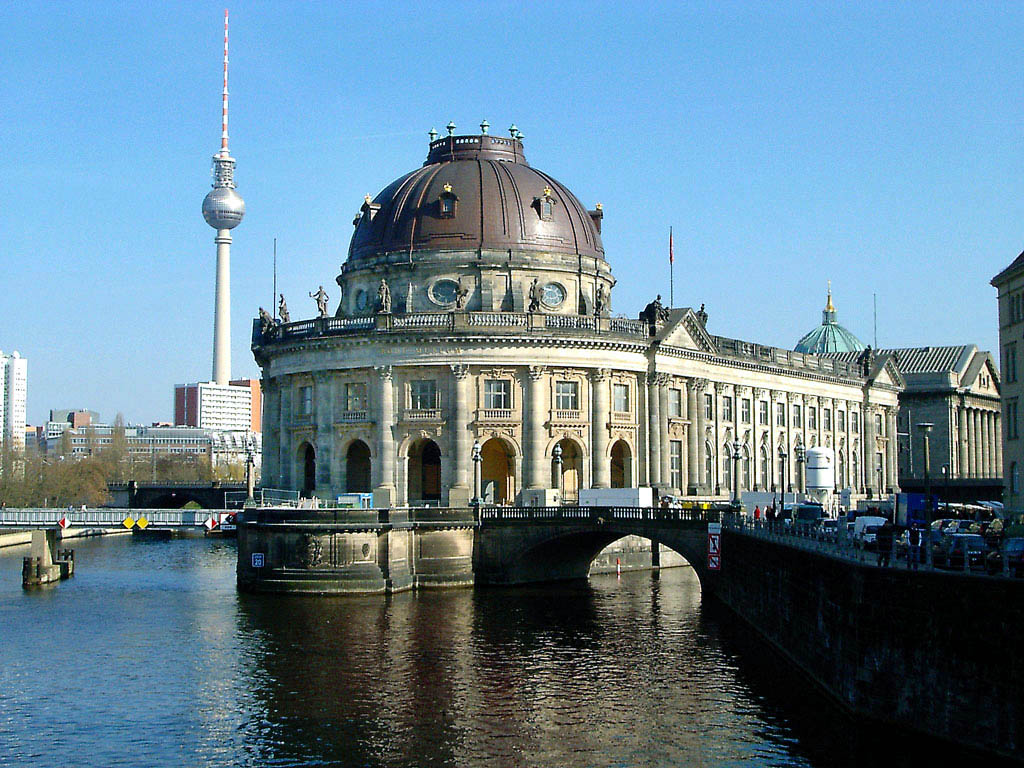
Museu Bode
Berliner Dom
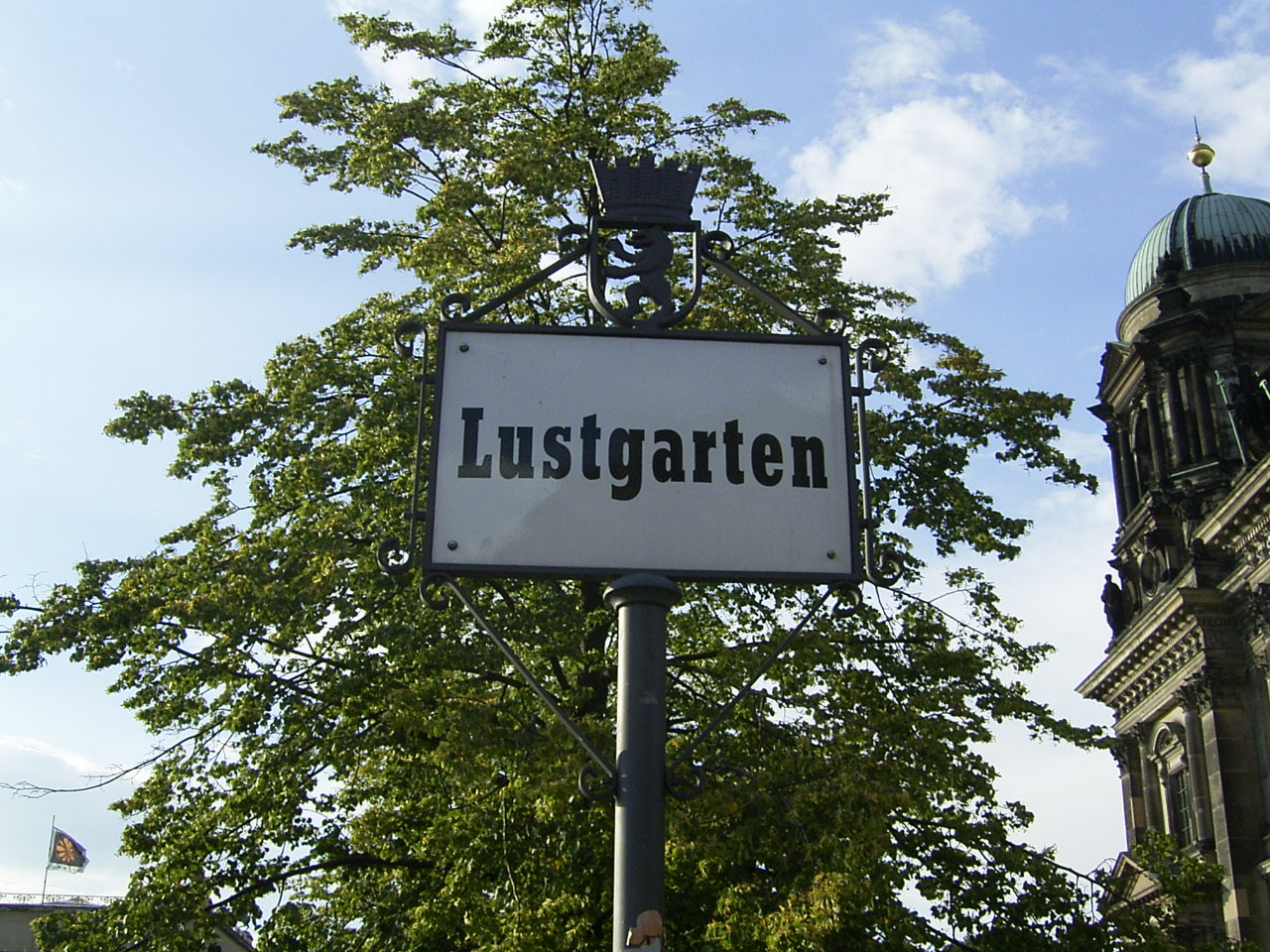
Lustgarten